# Lista de arcebispos de Atenas

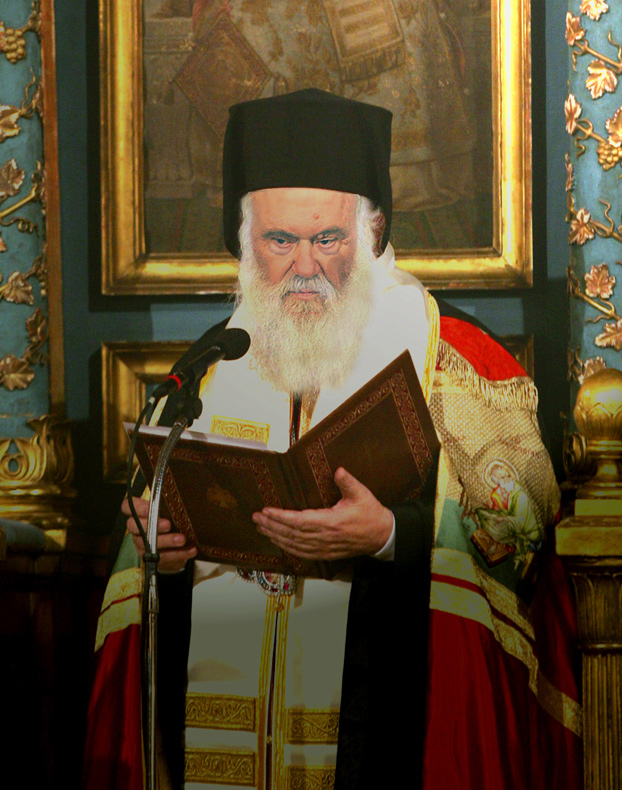
Atual Primaz Grego

Essa é uma lista de todos os bispos, metropolitas e arcebispos de Atenas.

## Bispos de Atenas

### Período Romano
| Nome                | Período    |
| ------------------- | ---------- |
| Dionísio Areopagita | 52-96 d.C. |
| Narciso I           | 117-138    |
| Públio              | 161-180    |
| Quadrado            | circa 200  |
| Leônidas            | ?-250      |
| Olímpio             | ?          |
| Pisto               | circa 325  |
| Clematius           | século IV  |

### Período Bizantino (395-750)
| Nome       | Período    |
| ---------- | ---------- |
| Modesto    | circa 431? |
| Atanásio I | 451?-458   |
| Anatolius  | circa 459  |
| João I     | século V   |
| João II    | circa 680  |
| Contias    | circa 694  |
| Teocárito  | circa 702  |
| Marino     | circa 704  |
| João III   | circa 714  |

## Metropolitas de Atenas

### Período Bizantino (750-1204)

Bandeira da Igreja Ortodoxa Grega

| Nome                  | Período      |
| --------------------- | ------------ |
| Gregório I            | circa 780    |
| Adamantio             | circa 810    |
| João IV               | circa 819    |
| Teodósio              | século IX    |
| Hipátio               | século IX    |
| Demétrio I            | século IX    |
| Germano I (Arcebispo) | ?-841        |
| Demétrio II           | ?-846/857    |
| Gabriel I             | ?-858/860    |
| Gregório II           | ?            |
| Cosmo                 | ?            |
| Nicetas I             | 869/870-881? |
| Sabbas I              | circa 881    |
| Anastácio             | ?-889        |
| Sabbas II             | ?-914        |
| Jorge I               | ?-922        |
| Nicetas II            | ?-927        |
| Constantino           | ?-965?       |
| Filipe                | ?-981        |
| Teodégio              | circa 1007   |
| Miguel I              | circa 1030   |
| Leão I                | ?-1061       |
| Leão II               | ?-1069       |
| João V                | circa 1087   |
| Nicetas III           | ?-1103       |
| Nicéforo              | abt 1112     |
| Gerasimo              | ?            |
| Jorge II              | circa 1156/7 |
| Nicolau I             | 1166-1172?   |
| Miguel II             | século XII   |
| Theophylactus         | século XII   |
| Jorge III             | circa 1172   |
| Jorge IV              | ?-1180       |

### Ocupação Latina (1204-1456)
| Nome       | Período         |
| ---------- | --------------- |
| Miguel III | 1182-1222?      |
| Melétio I  | entre 1275-1289 |
| Elias      | circa 1300      |
| Neófito I  | circa 1336      |
| Anthimus I | ?-1366          |
| Nicodemos  | 1371-?          |
| Doroteu I  | circa 1387      |
| Macário I  | circa 1394/5    |
| Gerbásio   | circa 1432      |
| Phantinus  | 1440-1443?      |
| Teodoro    | circa 1453      |

### Ocupação Turca (1456-1822)
| Nome         | Período                |
| ------------ | ---------------------- |
| Isidoro      | circa 1456             |
| Doroteo II   | circa 1472             |
| Anthimus II  | circa 1489             |
| Neófito II   | circa 1492             |
| Lavrentius   | 1528-1546              |
| Calisto      | 1550-1564              |
| Sofrônio I   | 1565-1570?             |
| Nicanor      | 1574-1592              |
| Teófanes I   | 1592-1597              |
| Neófito III  | 1597-1602              |
| Samuel       | 1602                   |
| Nataniel     | 1602-1606              |
| Anthimus III | 1606-1611?             |
| Cirilo I     | 1611-1619?             |
| Metrófanes   | 1619-1620?             |
| Teófanes II  | 1620?-1633             |
| Sofrônio II  | 1633-1636              |
| Daniel       | 1636-1665              |
| Anthimus IV  | 1665-1676              |
| Jacó I       | 1676-1686              |
| Atanásio II  | 1686-1689              |
| Macário II   | 1689-1693              |
| Anthimus V   | 1693-1699              |
| Cirilo II    | 1699-1703              |
| Melétio II   | 1703-1713              |
| Jacó II      | 1713-1734              |
| Zacarias     | 1734-1740              |
| Anthimus VI  | 1741-1756 / 1760-1764  |
| Bartolomeu   | 1764-1771 / 1775-1780  |
| Neófito IV   | 1771?-1775             |
| Gabriel II   | 1781?                  |
| Bento        | 1781-1785 / 1787-1797  |
| Atanásio III | 1785-1787 / 1797?-1799 |
| Gregório III | 1799-1820              |
| Dionísio II  | 1820-1823              |

### Modernidade (1822-1922)
| Nome | Período               |
| --- | --------------------- |
| Gregório IV | 1827-1828             |
| Anthimus VII | 1828-1833             |
| Declaração Unilateral de Autocefalia (23 de julho de 1833) Reconhecimento de Autocefalia Oficializado pelo Patriarcado Ecumênico de Constantinopla (29 de junho de 1850) |                       |
| Neófito V | 1833-1861             |
| Miguel IV | 1861-1862             |
| Teófilo | 1862-1873             |
| Procópio I | 1874-1889             |
| Germano II | 1889-1896             |
| Procópio II | 1896-1901             |
| Teócleto I | 1902-1917 / 1920-1922 |
| Melétio III | 1918-1920             |

## Arcebispos de Atenas

### Modernidade (1922-Presente)
| Nome                                           | Período                                        |
| elevado a Arcebispado (31 de dezembro de 1923) | elevado a Arcebispado (31 de dezembro de 1923) |
| ---------------------------------------------- | ---------------------------------------------- |
| Crisóstomo I                                   | 1923-1938                                      |
| Chrysanthus                                    | 1938-1941                                      |
| Damaskinos                                     | 1941-1949                                      |
| Spyridon                                       | 1949-1956                                      |
| Doroteo                                        | 1956-1957                                      |
| Teócleto II                                    | 1957-1962                                      |
| Jacó III                                       | 1962                                           |
| Crisóstomo II                                  | 1962-1967                                      |
| Jerônimo I                                     | 1967-1973                                      |
| Serafim I                                      | 1973-1998                                      |
| Christodoulos                                  | 1998-2008                                      |
| Jerônimo II de Atenas                          | 2008-Actualidade                               |